# 中辺路町
中辺路町（なかへちちょう）は、かつて和歌山県西牟婁郡にあった町。富田川上流域と日置川の最上流域を含み、北側は奈良県に接して果無山脈の南半分を含む地域であった。熊野古道の主要部分（滝尻-近露-大坂峠）を含む地域でもある。
2005年（平成17年）5月1日に田辺市・龍神村・大塔村・本宮町との合併により、現在は田辺市中辺路町となっている。

## 地理
和歌山県のほぼ中央に位置する。
- 河川:富田川、日置川

### 隣接していた自治体
- 和歌山県
  - 田辺市
  - 日高郡 龍神村、みなべ町
  - 西牟婁郡 上富田町、大塔村
  - 東牟婁郡 本宮町
- 奈良県
  - 吉野郡 十津川村

## 歴史
- 1956年（昭和31年）9月30日 - 栗栖川村（同日富里村大字大内川を編入）・二川村・近野村が合併して発足。
- 2005年（平成17年）5月1日 - 田辺市・大塔村・日高郡龍神村・東牟婁郡本宮町と合併し、改めて田辺市が発足。同日中辺路町廃止。

## 教育
- 小学校
  - 中辺路町立栗栖川小学校（現・田辺市立栗栖川小学校）
  - 中辺路町立二川小学校（現・田辺市立二川小学校）
  - 中辺路町立近野小学校（現・田辺市立近野小学校）
- 中学校
  - 中辺路町立中辺路中学校（現・田辺市立中辺路中学校）
  - 中辺路町立近野中学校（現・田辺市立近野中学校）

## 交通
- 一般道路
  - 国道311号
  - 国道371号
- 県道
  - 和歌山県道29号田辺龍神線
  - 和歌山県道216号温川田辺線
  - 和歌山県道217号近露平瀬線
  - 和歌山県道198号龍神中辺路線
- 道の駅
  - 道の駅熊野古道中辺路

## 観光地
- 熊野古道中辺路
- 九十九王子
- 熊野古道なかへち美術館
- 上小野温泉
- 奥熊野温泉